# Branko Perović (Musiker)
Branko Perović (* 23. Februar 1944 in Brankov do in der Rudine von Nikšić) ist ein montenegrinischer Guslaspieler. Branko Perović wird als bedeutendster Guslar seiner Generation in Jugoslawien betrachtet. Perović ist der wichtigste Innovator im traditionellen folkloristischen Guslenspiel, der eine neue Generation von Guslaren beeinflusste. Er sang in Tenorlage und besaß unter Guslenspielern eine absolut einmalige Gesangsbegabung, die neben der Interpretation von Heldenepik in Liedern mit balladenhaftem Profil zum Tragen kam.

## Leben
Perović wuchs in einem montenegrinischen Dorf in der Karsteinöde der Hochflächen der Rudine auf. Hier verblieb er sein ganzes Leben über. Das Spiel der Gusle war in der Familie wie der weiteren Gegend weit verbreitet. Sein Vater starb, als Perović noch im Kleinkindalter war. Eine Gusle brachte zuerst ein Freund der Familie mit. Perović erlernte das Instrument nicht innerhalb der Familie, sondern von Leuten aus der Nachbarschaft.
Die ersten öffentlichen Auftritte hatte er schon als Kind, und als 20-Jähriger spielte er seine ersten Tonaufnahmen ein. Er gewann 1971 den ersten nationalen Guslen-Wettbewerb, der nach dem Zweiten Weltkrieg ausgetragen wurde. Die Siege in den nationalen jugoslawischen Guslen-Meisterschaften 1971 in Sarajewo und 1974 in Nikšić brachten seinen Durchbruch zum bedeutendsten Guslaspieler der Nachkriegsgeneration.

## Nationaler Guslen-Wettbewerb 1971
Im sozialistischen Jugoslawien wurde erst 1971 an die Vorkriegstradition der populären nationalen Guslaren-Wettbewerbe wieder angeknüpft. Erstmals wurden sie 1924 in Ališin Most bei Sarajewo, 1927 in Belgrad, 1929 in Skopje und 1933 nochmal in Belgrad ausgetragen. Die Veranstaltung fand nicht nur nationale, sondern auch internationale Beachtung; der Jury von 1933 saß König Alexander I. (Jugoslawien) als Präsident und besonderer Förderer der Guslenkunst vor. Slawisten und Sprachforscher um Gerhard Gesemann in Berlin und Prag luden Branko und ebenso den Sieger des Wettbewerbes von 1924 Tanasije Vučić nach Berlin zu Schallplattenaufnahmen ein. Dies war ein erster Schritt in der Erforschung der epischen Tradition der Slawen des Balkans und gab Anfang der 1930er Jahre bei in situ Aufnahmen von Milman Parry und Albert Bates Lord den eigentlichen Anstoß zur Klärung der Homerischen Frage.
Die Fortsetzung der Wettbewerbe hatte im sozialistischen Land zur Folge, dass alle folkloristischen Traditionen mit dem Epitheton "dörfliche Rückständigkeit" bedacht wurden und das Musikinstrument Gusle zudem, als national eingefärbtes Kulturgut und "serbisches Medium", aus der Öffentlichkeit verbannt und Wettbewerbe erst 1971 wieder aufgegriffen wurden. In den ersten Jahrzehnten der Nachkriegszeit galt es den Zusammenhalt im multiethnischen und multikonfessionellen Staat (aufgrund der Antipathie zwischen Serben und Muslimen) nicht zu gefährden. Somit war die Austragung des Wettbewerbes bei Sarajewo 1971 auch ein politisch heikler Akt; der Auswahl der epischen Lieder, die zumeist von muslimisch-christlicher Konfrontation handeln, galt ein Hauptaugenmerk. Motive zu Themen des Volksbefreiungskrieges waren neben traditionellen Themen von der Jury daher besonders erwünscht. Die Jury bestand aus drei Akademiemitgliedern, einem General und fünf Professoren, darunter drei Musikologen und zwei Guslaren. 180 Guslaren waren angemeldet, 143 traten den Wettbewerb an, 21 schafften es ins Finale. Diese Veranstaltung im Kulturhaus Dom "Đuro Đaković" wurde ein großer Publikumserfolg, und Radio Sarajevo strahlte daraufhin von 1971 bis 1974 den Zyklus Umetnost gusala (deutsch: Die Kunst der Gusle) in der Hauptsendezeit, die erste Frühstückspause der werktätigen Fabrikarbeiter, aus. Der Sieger des Wettbewerbes, Branko Perović, trat infolge des Wettbewerbes und seines ersten Preises aus der Anonymität heraus. Er war nicht nur Sieger des nationalen Wettbewerbes, sondern wurde zur Schlüsselfigur in der weiteren Entwicklung der Guslentradition der zweiten Hälfte des 20. Jahrhunderts.

## Karriere und Stil
In der über vierzigjährigen Karriere von Branko Perović haben sich sein Repertoire und seine Könnerschaft ständig verändert und weiterentwickelt. Hatte er zu Anfang insbesondere moderne Lieder mit Themen des Volkskrieges aufgenommen, so konnte er im Laufe seiner Entwicklung Texte auswählen, die ihm emotional näher standen. Höhepunkt seiner interpretatorischen und gesanglichen Kunst, ist die Aufnahme des als "osmerac" (deutsch: Oktosyllabus) verfassten modernen Liedes einer Familientragödie aus Kolašin – "Svatovski vijenac" (deutsch: Trauerkranz zum Hochzeitstag), die mit der Zeit seines größten Erfolges und seines stimmlichen Höhenpunkts in den 1970er Jahren zusammenfällt. Besonderes Merkmal Perovićs Interpretation ist die Sensibilität gegenüber dem poetischen Inhalt. Aufgrund seines für die Region des Hochlandes Montenegros typischen Temperaments, ist seine Interpretation der Heldenepik herausragend. Ebenso hatte er jedoch auch ein besonderes Gespür für die tragische Darstellung, wie sie beispielsweise die Interpretation des Epos "Mutter der Jugoviči" erfordert. Perovićs Stimme, die eine besondere Kraft und Volumen auszeichnete – er besaß ein Lungenvolumen von 7,8 l – bestimmte das expressive Potential dieses absolut außergewöhnlichen Guslaren. Perović konnte sein Publikum in der Interpretation von Heldenepik in ekstatischen Zustand versetzen. Während des Vortrags gelang es ihm in Interaktion mit dem Publikum die Atmosphäre regelrecht anzuheizen. Insbesondere beeindrucken aber seine lyrischen Passagen und Lieder mit balladenhaftem Profil, wo er in melodischen Komponenten, Stimmlagen epischer Gesänge und Klageliedern verbinden konnte. Perovićs hat unter der jüngeren Generation mit seinem individuellen und innovativen Stil viel zur weiteren Entwicklung des Guslenspiels beigetragen.

## Diskografie und Medien
Einspielungen von Branko Perović von 1974 bis 1989 als LP und Kassette wurden in den jugoslawischen Major-Label Jugoton, PGP-RTB (Radio Televizija Beograd, heute: RTS) veröffentlicht. Als Guslenspieler zu Dichtungen Njegoš' war er unter anderem in einigen Folgen der Petar Petrović Njegoš gewidmeten RTB Fernseh-Dokumentation – Iskra u kamenu – von 1980 zu sehen, ebenfalls in der Fernseh-Anthologie der Serbischen Epischen Dichtung (Posveta prahu oca Srbije - Antologija srpskih junackih pjesama uz gusle i staro srpsko pojanje).